# ルイザ郡 (アイオワ州)
ルイザ郡（英: Louisa County）は、アメリカ合衆国アイオワ州の南東部に位置する郡である。2010年国勢調査での人口は11,387人であり、2000年の12,183人から6.5％減少した。郡庁所在地はウォパロ市（発音"whop-UH-low"、人口2,067人）であり、同郡で人口最大の都市でもある。アイオワ州では「ルイザ」は「ロウイザ」（"low-WHY-zuh"）と発音される。

## 歴史
ルイザ郡は1836年12月7日に設立され、郡名はルイザ・マッシーに因んで名付けられた。ルイザは弟を殺した集団を射殺して復讐を果たしたので、当時この地域では有名だった。
初代郡庁舎は簡素な木枠の建物だった。1840年、2代目の郡庁舎は大きさが40フィート x 20フィート (12 x 6 m) で石造りだった。1854年、3代目郡庁舎が建設された。今日使われている郡庁舎は1928年の建設である1928.。

## 地理
アメリカ合衆国国勢調査局に拠れば、郡域全面積は417.64平方マイル (1,081.7 km2)であり、このうち陸地401.92平方マイル (1,041.0 km2)、水域は15.73平方マイル (40.7 km2)で水域率は3.77％である。

### 主要高規格道路
- アメリカ国道61号線
- アイオワ州道70号線
- アイオワ州道78号線
- アイオワ州道92号線

### 隣接する郡
- ジョンソン郡 - 北西
- マスカティン郡 - 北
- ロックアイランド郡 (イリノイ州) - 北東
- マーサー郡 (イリノイ州) - 東
- デモイン郡 - 南
- ヘンリー郡 - 南西
- ワシントン郡 - 西

### 国立保護地域
- ルイザ港国立野生生物保護区

## 人口動態

### 2010年国勢調査
以下は2010年国勢調査による人口統計データである。
基礎データ
- 人口: 11,387人
- 人口密度: 11人/km2（28人/mi2）
- 住居数: 5,002軒
- 使用住居: 4,346軒[6]

### 2000年国勢調査

2000人口ピラミッド

以下は2000年国勢調査による人口統計データである。
| 基礎データ - 人口: 12,183人 - 世帯数: 4,519 世帯 - 家族数: 3,316 家族 - 人口密度: 12人/km2（30人/mi2） - 住居数: 5,133軒 - 住居密度: 5軒/km2（13軒/mi2） 人種別人口構成 - 白人: 93.91% - アフリカン・アメリカン: 0.25% - ネイティブ・アメリカン: 0.18% - アジア人: 0.20% - 太平洋諸島系: 0.02% - その他の人種: 4.56% - 混血: 0.88% - ヒスパニック・ラテン系: 12.62% 年齢別人口構成 - 18歳未満: 27.7% - 18-24歳: 7.9% - 25-44歳: 28.7% - 45-64歳: 21.7% - 65歳以上: 14.1% - 年齢の中央値: 36歳 - 性比（女性100人あたり男性の人口） - 総人口: 98.9 - 18歳以上: 96.0 | 世帯と家族（対世帯数） - 18歳未満の子供がいる: 35.0% - 結婚・同居している夫婦: 61.3% - 未婚・離婚・死別女性が世帯主: 8.2% - 非家族世帯: 26.6% - 単身世帯: 22.5% - 65歳以上の老人1人暮らし: 10.4% - 平均構成人数 - 世帯: 2.66人 - 家族: 3.11人 収入と家計 - 収入の中央値 - 世帯: 39,086米ドル - 家族: 43,972米ドル - 性別 - 男性: 31,293米ドル - 女性: 22,085米ドル - 人口1人あたり収入: 17,644米ドル - 貧困線以下 - 対人口: 9.3% - 対家族数: 7.0% - 18歳未満: 12.4% - 65歳以上: 7.9% |

## 都市と町

### 都市
| - ウォパロ - 郡庁所在地 - コロンバスシティ - コロンバスジャンクション - コッター - フレドニア | - グランドビュー - レッツ - モーニングサン - オークビル |

### 未編入の町
- トゥールズボロ

### 郡区
- コロンバスシティ郡区
- コンコルド郡区
- エリオット郡区
- エルムグローブ郡区
- グランドビュー郡区
- ジェファーソン郡区
- マーシャル郡区
- モーニングサン郡区
- オークランド郡区
- ポートルイザ郡区
- ユニオン郡区
- ワペッロ郡区